# Aspas
As aspas ou vírgulas dobradas são sinais de pontuação usados para realçar certa parte de um texto.
As aspas são usadas para:
- citações;[1][2]
- destacar palavras pouco usadas (palavras estrangeiras incomuns[1][3] ou todas as palavras estrangeiras[4] (embora, para este caso, seja preferível o itálico[2]);
- indicar palavras com outro sentido[1] (como afectivo, irónico, etc.);
- destacar palavras ou expressões com valor significativo (embora, para este caso, seja preferível o negrito[2]);
- indicar o título de obras;[1]
- representar a fala de uma pessoa (embora, para este caso, seja preferível o travessão no discurso direto);

As aspas usam-se aos pares: geralmente como dois sinais gráficos no início da parte de texto destacado, e dois sinais gráficos no fim da parte do texto destacado. Quando é necessário destacar uma parte dentro de uma parte já destacada usa-se um sinal gráfico no início, e um sinal gráfico no fim.
O aspecto gráfico das aspas pode variar conforme a área geográfica, e está relacionado com hábitos ortográficos e influências culturais. Assim, a mesma língua pode ter representações diferentes conforme cada país (português no Brasil / português em Portugal; inglês no Reino Unido / inglês nos Estados Unidos; alemão na Alemanha / alemão na Suíça; etc.).

## Aspas na língua portuguesa
Em Portugal, usam-se tradicionalmente as aspas angulares (ex. «aspas» e ‹aspas›).  São as aspas da tradição latina, usadas normalmente pelos tipógrafos. É essa também a representação escolhida para a ilustração de aspas em obras de referência, e é essa também a representação escolhida de alguns sítios dedicados à língua portuguesa.
O Código de Redação para as publicações de documentos na União Europeia prescreve três níveis de representação de aspas («…“…‘…’…”…»):
E estava escrito «Alguém perguntou “Quem foi que gritou ‘Meu Deus!’?”.» na folha de papel.
- a preto: frase principal que contém as citações;
- a verde: citação de 1.º nível;
- a vermelho: citação de 2.º nível;
- a azul: citação de 3.º nível;

No entanto, está a crescer em Portugal o uso das aspas curvas (ex. “aspas” e ‘aspas’). Isso deve-se provavelmente à ubiquidade da língua inglesa, e devido à incapacidade de algumas máquinas (telefones móveis, caixas registradoras, impressoras específicas, calculadoras etc.) de representar as aspas angulares.
No Brasil, porém, o uso de aspas angulares é pouco conhecido, usando-se quase somente as aspas curvas, “aspas” e ‘aspas’. Isso pode ser verificado, por exemplo, na diferença entre um teclado português (que tem tecla específica para « e para ») e um teclado brasileiro.

## Representação correta das aspas
Em qualquer caso, quando se pretende uma boa tipografia, deve-se evitar a representação das aspas curvas duplas por dois traços verticais: "aspas". Quando se pretende uma representação de qualidade, são preferíveis as aspas curvas duplas: “aspas”. Os dois traços verticais foram uma invenção das máquinas de escrever, para se chegar a um meio-termo para a representação das aspas curvas duplas. Devido ao espaço limitado, optou-se por uma representação única (") em vez de dois caracteres (“ e ”). O mesmo sucedeu com as aspas curvas simples: (') em vez de (‘ e ’). Quando os computadores foram inventados, os primeiros teclados de computador basearam-se no teclado das máquinas de escrever, assim como os primeiros conjuntos de caracteres (nomeadamente o ASCII) codificaram apenas as aspas verticais.

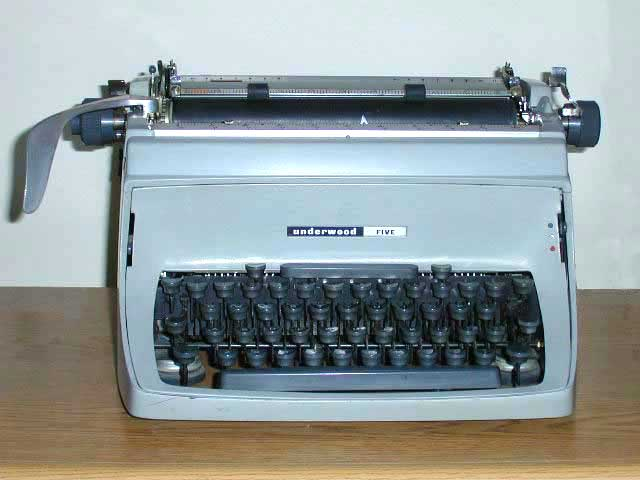
Uma máquina de escrever.

- As aspas verticais são usadas principalmente em dactilografia, onde não existem recursos para digitar as aspas corretas, como, por exemplo, nas máquinas de escrever.

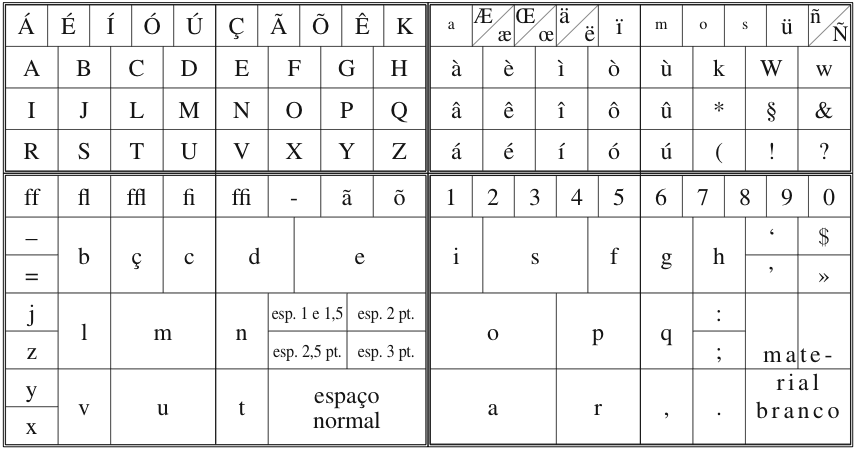
Uma caixa tipográfica portuguesa.

- As aspas curvas são usadas principalmente em manuscritos, na imprensa e em tipografia. As caixas tipográficas (de qualquer língua) têm sempre os tipos móveis para as aspas corretas para a respetiva língua e nunca os tipos móveis para as aspas verticais.

Nos teclados de computadores, as aspas angulares podem ser obtidas através de:
Windows
- « — tecla ALT + 174; tecla ALT + 0171; em teclados portugueses: tecla «;
- » — tecla ALT + 175; tecla ALT + 0187; em teclados portugueses: tecla shift + «;
- ‹ — tecla ALT + 0139;
- › — tecla ALT + 0155;

Macintosh
- « — tecla ALT + X;
- » — tecla ALT + shift + X;
- ‹ — tecla ALT + shift + 3;
- › — tecla ALT + shift + 4;

Linux
- « — tecla ALT GR + Z
- » — tecla ALT GR + X
- ‹ — tecla ALT GR + shift + Z;
- › — tecla ALT GR + shift + X;

As aspas curvas podem ser obtidas através de:
Windows
- “ —Tecla ALT + 0147
- ” —Tecla ALT + 0148
- ‘ —Tecla ALT + 0145
- ’ —Tecla ALT + 0146

Macintosh
- “ —Tecla ALT + [
- ” —Tecla ALT + shift + [
- ‘ —Tecla ALT + ]
- ’ —Tecla ALT + shift + ]

Linux
- “ —Tecla ALT GR + V
- ” —Tecla ALT GR + B
- ‘ —Tecla ALT GR + shift + V
- ’ —Tecla ALT GR + shift + B

Nos teclados dos dispositivos móveis (tablets, smartphones ,etc.) as diferentes formas de aspas podem ser obtidas mantendo a pressão sobre a tecla ", e depois seleccionando o formato de aspas desejado.

## Aspas e a pontuação
As aspas são colocadas no princípio e no fim de aquilo ao qual se referem.
Se for apenas uma(s) palavras(s), dentro de uma oração, as aspas finais colocam-se imediatamente depois de aquilo que é referenciado, antes da pontuação:

Ele ironizou dizendo que eu era mesmo «inteligente».

Neste caso, apenas a palavra «inteligente» está a ser realçada.
Se for toda uma oração ou toda uma frase, as aspas finais colocam-se depois do sinal de pontuação pertencente a essa oração ou a essa frase:

Ele ironizou dizendo: «Tu és mesmo inteligente!».

Neste caso, toda a frase «Tu és mesmo inteligente!» está a ser realçada.

## Aspas em outros idiomas
Em certos idiomas, as aspas são usadas também para representar diálogos, substituindo o travessão.

### Formas de representar as aspas
Existem vários aspectos gráficos para a representação das aspas, adotadas de maneiras diferentes em cada idioma. Os tipos principais são:
- «…» — usadas nos idiomas: alemão na Suíça e no Liechtenstein, amárico, árabe, arménio, basco, bielorrusso, cambojano, catalão, espanhol, francês, galego, grego, italiano, letão, norueguês, persa, russo, lapão na Noruega e na Rússia, turco, ucraniano;
- 《…》 — chinês (em títulos mas não em citações), coreano na Coreia do Norte, mongol na China, tibetano;
- “…” — usadas nos idiomas: chinês na China e Singapura (em citações mas não em títulos), coreano na Coreia do Sul, gaélico escocês, gaélico irlandês, hebraico, hindi, inglês (note-se que no Reino Unido, inverte-se o uso das aspas simples e duplas), tailandês, urdu; (também, em algumas línguas, como alternativa a «…»)
- „…“ — usadas nos idiomas: albanês, alemão na Alemanha e na Áustria, búlgaro, checo, dinamarquês, eslovaco, esloveno, estoniano, feroês, georgiano, húngaro, islandês, lituano, macedónio;
- »…« — usadas nos idiomas alemão, checo / tcheco, croata, dinamarquês, eslovaco, esloveno (como alternativa a „…“);
- ”…” — usadas nos idiomas finlandês, lapão na Finlândia e na Suécia, sueco;
- »…» — usadas nos idiomas finlandês, lapão na Finlândia e na Suécia, sueco (como alternativa a ”…”);
- „…” — usadas nos idiomas africâner, croata, holandês, polaco / polonês, romeno, sérvio;
- 「…」 — chinês em Hong Kong, Macau e Taiwan (em citações mas não em títulos), coreano na Coreia do Sul, japonês;
- ﹁
…
﹂ — chinês, coreano na Coreia do Sul, japonês; para texto vertical, apenas.

## Sentido literal e figurado das aspas
As aspas comumente são utilizadas para expressar a literalidade do que está sendo citado, mas também são usadas para marcar o sentido figurado do que está sendo dito, quando a palavra está sendo usada fora do seu sentido habitual. Assim, podem gerar um mal entendido no leitor, principalmente quando o contexto não está claro. Em 2020, um artigo do The Intercept Brasil publicou uma reportagem com "estupro culposo" na manchete, no sentido figurado. No entanto, muitos usuários de redes sociais tiveram a interpretação incorreta de que a expressão teria sido usada literalmente em documentos judiciais. A equipe posteriormente publicou uma reflexão, explicando o uso corriqueiro das aspas no sentido figurado no jornalismo, e editou a matéria original para deixar explícito que a expressão estava sendo usada no sentido figurado.

## Em programação
Apesar de em tipografia, os dois traços verticais (") serem considerados incorretos, em programação de computadores eles têm, de facto, um uso. Os dois traços verticais (vulgarmente chamados «aspas ASCII») são usados para identificar cadeias de caracteres e para representar texto exato em expressões regulares.